# Уан, Моктар
Моктар Уан (фр. Moctar Ouane; род. 11 октября 1955) — малийский политический, государственный и дипломатический деятель. Министр иностранных дел и международного сотрудничества Республики Мали (май 2004 — апрель 2011). Переходный премьер-министр Мали с 27 сентября 2020 по 25 мая 2021 года.

## Биография
Выпускник Французской Национальной школы администрации.
С 1982 по 1986 год работал советником Генерального секретаря правительства Мали, в 1986 году — руководителем Отдела соглашений и международных конвенций в министерстве иностранных дел, дипломатическим советником премьер-министра (с 1986 по 1988), руководителем управления Генерального секретаря Президиума (1988—1990).
С 1990 по 1991 год был дипломатическим советником президента Мусы Траоре и переходного главы государства Амаду Тумани Туре (1991—1992), затем — дипломатический советник премьер-министра правительства Мали (1992).
С 1994 по 1995 год — политический советник министра иностранных дел. Позже, был назначен постоянным представителем Мали при Организации Объединённых Наций. Занимал этот пост с 7 сентября 1995 по 27 сентября 2002 года.
В течение этого времени одновременно занимал пост Председателя Совета Безопасности Организации Объединённых Наций (сентябрь 2000 — декабрь 2001). Был директором-послом международного сотрудничества с 2003 по 2004 год.
2 мая 2004 года назначен на пост министра иностранных дел и международного сотрудничества Республики Мали в правительствах Усмана Иссуфи Маига (2004) и Модибо Сидибе (2007 и 2009).
После ухода с поста министра иностранных дел в 2011 году М. Уан в январе 2014 года стал дипломатическим советником Западноафриканского экономического и валютного союза (West African Economic and Monetary Union, UEMOA).
27 сентября 2020 года переходный президент Ба Ндау, занявший должность 25 сентября вследствие военного переворота 18 августа, назначил Уана переходным премьер-министром Мали.
24 мая 2021 года в ходе военного переворота арестован и вместе с президентом Ба Ндау доставлен на военную базу в Кати. 27 августа Моктар Уан и Ба Ндау освобождены из-под домашнего ареста.
Свободно владеет английским, баманским, фульским и французским языками.